# Mycena nargan
Mycena nargan é uma espécie de cogumelo da família Mycenaceae, nativa da Austrália.